# Tenuiphantes drenskyi
Espèce
Synonymes
- Lepthyphantes drenskyi van Helsdingen, 1977

Tenuiphantes drenskyi est une espèce d'araignées aranéomorphes de la famille des Linyphiidae.

## Distribution
Cette espèce est endémique de Bulgarie.

## Description
Les mâles mesurent de 2,2 à 2,4 mm.

## Étymologie
Cette espèce est nommée en l'honneur de Penteho Drensky.

## Publication originale
- van Helsdingen, Thaler & Deltshev, 1977 : The tenuis group of Lepthyphantes Menge (Araneae, Linyphiidae). Tijdschrift voor Entomologie, vol. 120, p. 1-54 (texte intégral).